# ベイレルベイ
ベイレルベイ (オスマン語: بكلربكی、トルコ語:  beylerbey) とは、ルーム・セルジューク朝、イルハン朝、サファヴィー朝、オスマン帝国など、中世後期から近世にかけての西イスラーム世界における高官である。
「ベイの中のベイ」、すなわち「司令官の司令官」「支配者の支配者」を意味し、当初のテュルク諸語では「ベグレルベグ (Beglerbeg[i])」であった。
最初は最高指揮官を示す言葉だったが、最終的には上級地方知事を表すようになった。
この官位が最も長く残っていたオスマン帝国では、最も大きくて重要な地方の総督を意味していたが、のちには単なる名誉職へと変わっていった。
アラビア語ではアミール・アル・ウマラー、ペルシア語ではミーリ・ミーラーンがこれに相当する。
この称号はまた、インド（のちにはパキスタン）藩王国のカラートのハーン家にも使われていた。

## 初期の使用
「ベイレルベイ」の称号はセルジューク朝に始まり、ルーム・セルジューク朝でも、「マリク・アル・ウマラー（指揮官の長）」のアラビア語の称号の代わりとして使われた。
モンゴル系のイルハン朝では、「ベイレルベイ」の称号は、「アミール・アル・ウルス（国の首長）」の長を表すものとして使われた。
これはチュルク語では称号「ウルスベジ」、アラビア語では「アミール・アル・ウマラー」としても知られている。
一方、ジョチ・ウルスでは、「ベイレルベイ」は「アミール・アル・ウルス」の官位保持者すべてに適用できる語とされた。
マムルーク朝ではおそらく、「アタベク・アル・アサーキル(軍の司令官)」の別称として「ベイレルベイ」の語を使用した。

## サファヴィー朝における使用

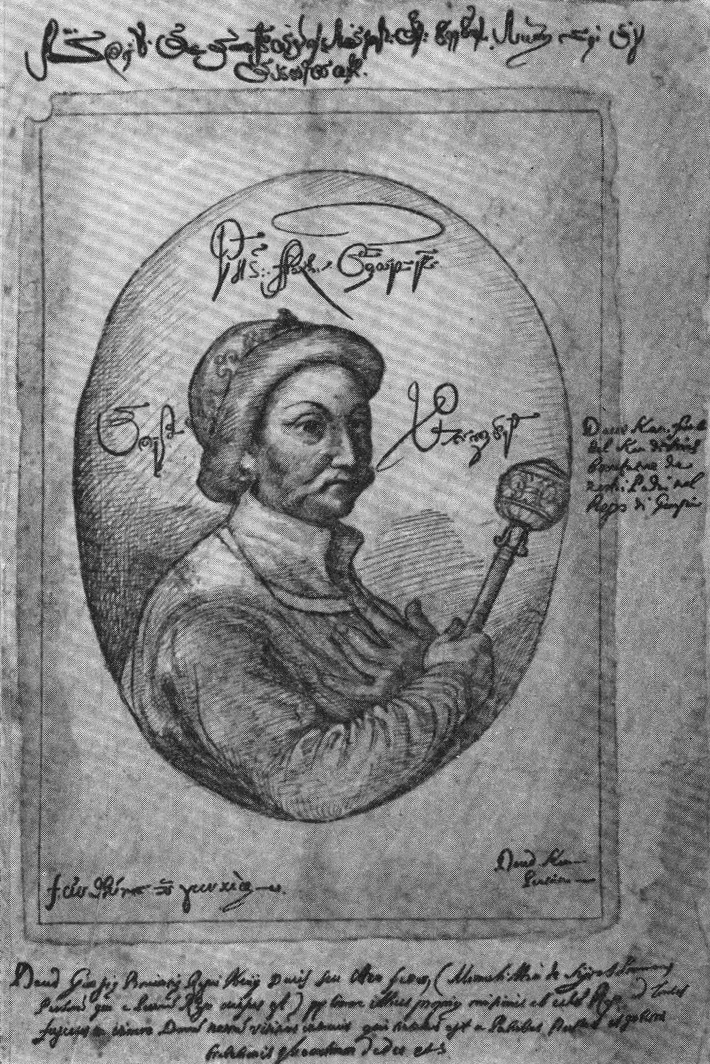
ダーウード・ハーン・ Undiladze。1625年から1630年にかけて、ギャンジャとカラバクフのグラームとベイレルベイを務めた。

ペルシアのサファヴィー朝では1543年もしくは1544年から、一般的な長官に「ハキーム」、より重要な地域の長官に「ベイレルベイ」の称号を使うようになった。
「ベイレルベイ」の称号が使われたのは、ヘラート、アゼルバイジャン、ギャンジャ、カラバフ、シルヴァン、ファルス、イラク、アスタラバードである。 
サファヴィー朝はまた、さらに重要な地域の長官には、「ワーリー」の称号を用いている。
サファヴィー朝の終末期には、特にシャーのグルジアの地の長官には、「ベイレルベイ」よりも「ワーリー」を使うことが増えた。

## 文献
- Birken, Andreas (1976) (German). Die Provinzen des Osmanischen Reiches. Beihefte zum Tübinger Atlas des Vorderen Orients. 13. Reichert. ISBN 9783920153568
- İnalcık, Halil (1991). "Eyālet". The Encyclopedia of Islam, New Edition, Volume II: C–G. Leiden and New York: BRILL. pp. 721–724. ISBN 90-04-07026-5。
- Jackson, Peter (1989). "BEGLERBEGĪ". Encyclopaedia Iranica, Vol. IV, Fasc. 1. p. 84. 2014年10月10日閲覧。
- Ménage, V. L. (1986). "Beglerbegī". The Encyclopedia of Islam, New Edition, Volume I: A–B. Leiden and New York: BRILL. pp. 1159–1160. ISBN 90-04-08114-3。